# 川崎製鉄神戸硬式野球部
川崎製鉄神戸硬式野球部（かわさきせいてつこうべこうしきやきゅうぶ）は、兵庫県神戸市に本拠地を置き、日本野球連盟に加盟していた社会人野球の企業チームである。1994年に解散した。

## 概要
川崎造船所の硬式野球部が源流であり、同社から分離した川崎製鉄葺合工場（兵庫県神戸市）で『川崎製鉄神戸硬式野球部』として1952年に創部した。
1978年に都市対抗野球および日本選手権に初出場を果たし、兵庫県の社会人野球をリードした。1985年には都市対抗野球でベスト8、1986年には日本選手権でベスト4まで進出している。
しかし、母体である葺合工場が1996年までに閉鎖されることになり、それに伴い1994年限りでの活動停止が決まった。1994年は豊田次郎や寺本比呂文を擁して4年ぶりに都市対抗野球に出場し、最後の大会となった日本選手権ではベスト4に進出している。豊田と寺本は同年のドラフト会議でプロ入りし、残りの部員は千葉野球部と水島野球部に移籍して部としての活動を終えた。

## 沿革
- 1952年 - 『川崎製鉄神戸』として創部。
- 1978年 - 都市対抗野球および日本選手権に初出場。
- 1994年 - 解散。

## 主要大会の出場歴・最高成績
- 都市対抗野球大会 - 出場6回
- 社会人野球日本選手権大会 - 出場9回
- JABA高砂市長杯争奪大会 - 優勝1回（1984年）

## 主な出身プロ野球選手
- 岡本透（投手） - 1987年ドラフト2位で横浜大洋ホエールズに入団
- 豊田次郎（投手） - 1994年ドラフト4位でオリックス・ブルーウェーブに入団
- 寺本比呂文（投手） - 1994年ドラフト5位で西武ライオンズに入団

## 著名な在籍者
- 五島卓道 - 野球指導者